# NGC 5004C
NGC 5004C is een balkspiraalstelsel in het sterrenbeeld Hoofdhaar. Het hemelobject werd op 13 maart 1785 ontdekt door de Duits-Britse astronoom William Herschel.

## Synoniemen
- UGC 8259
- MCG 5-31-150
- ZWG 160.156
- PGC 45757
- IRAS13086+2950